# Avventura a mezzanotte (film 1937)
Avventura a mezzanotte (It's Love I'm After) è un film del 1937 diretto da Archie L. Mayo.
La sceneggiatura di Casey Robinson è basata sul racconto Gentlemen After Midnight di Maurice Hanline. Il film segnò la terza apparizione della coppia Leslie Howard - Bette Davis, dopo Schiavo d'amore del 1934 e La foresta pietrificata del 1936.

## Realizzazione
L'idea del film nacque dall'insistenza con la quale Leslie Howard pretendeva dalla Warner Bros. di passare a ruoli più leggeri, dopo La foresta pietrificata e Giulietta e Romeo.

Leslie Howard originariamente aveva indicato come protagonista femminile Gertrude Lawrence, famosa attrice teatrale che però aveva scarsa esperienza cinematografica. La scelta fu in seguito accantonata, e la produzione iniziò senza una protagonista. In seguito, il produttore Hal B. Wallis decise che la parte poteva essere un buon cambiamento per Bette Davis, dopo i suoi ruoli melodrammatici. Davis inizialmente rifiutò il ruolo di Joyce Arden ritenendolo meno importante di quello di Marcia West e risentita di non figurare con la stessa evidenza di Leslie Howard, col quale aveva avuto un rapporto difficile negli altri due film che li avevano avuti come protagonisti.

## Accoglienza
I critici lodarono il passaggio alla commedia di Leslie Howard e Bette Davis, e il film ottenne ottime recensioni. Il film ottenne un enorme successo al botteghino, incassando oltre un milione di dollari nella sua prima release

## Trama
Basil Underwood è un famoso attore teatrale che recita in coppia con Joyce Arden, l'eterna fidanzata che sopporta i suoi innumerevoli tradimenti. La sera dell'ultimo dell'anno, dopo una rappresentazione di Romeo e Giulietta durante la quale Basil e Joyce hanno cercato di rubarsi vicendevolmente la scena, un'ammiratrice di Basil, la giovane Marcia West, si introduce nel camerino del suo idolo e gli dichiara il suo amore senza rivelargli il suo nome. Joyce scorge la ragazza che si allontana e fra i due fidanzati scoppia l'ennesima scenata di gelosia.

Più tardi, tornato in albergo, Basil sfoga il suo disappunto col suo cameriere personale, Digges, e decide di diventare un uomo migliore. Joyce dapprima accoglie questa promessa con diffidenza, quindi si lascia convincere quando Basil le chiede - ancora una volta - di sposarlo. Mentre i due fidanzati progettano il matrimonio, arriva il giovane Henry Grant che chiede a Basil di aiutarlo. La sua fidanzata, infatti, è un'ammiratrice di Basil e non vuole più saperne di lui. Basil accetta di andare a trovare la ragazza e di fare di tutto per disgustarla.

Accompagnato da Digges, Basil arriva in casa West in piena notte e sveglia tutti con una scena rumorosissima. Quando il padrone di casa si presenta inferocito, Basil scopre che la giovane Marcia West è la ragazza che è andata a trovarlo in camerino. Marcia è entusiasta della visita e invita Basil a fermarsi come ospite.

L'indomani Basil e Digges continuano la loro finzione, comportandosi il peggio possibile, ma nulla riesce a diminuire l'adorazione di Marcia per Basil, il quale comincia a cedere al fascino della ragazza. Digges telefona allora a Joyce, che prontamente arriva sulla scena presentandosi come la moglie di Basil. Nuovi equivoci si susseguono, finché Basil decide di lasciare il campo e di tornare al suo albergo. Marcia e il suo fidanzato lo seguono, e finalmente la ragazza capisce che Henry è l'uomo giusto per lei. Basil e Joyce si riappacificano, per il momento.